# Tal TV
Tal TV est la deuxième chaîne de télévision publique nigérienne de l'Office de radiodiffusion télévision du Niger, lancée le 18 décembre 2001 date commémorant la proclamation de la République du Niger. La diffusion de la chaîne est pour le moment limitée à Niamey la capitale et ses environs.
La chaîne a été créée dans un contexte nigérien marqué par la libéralisation de l'espace médiatique d'une part et de l'autre la nécessité pour le service public de la télévision nigérienne de se rapprocher des téléspectateurs de plus en plus exigeants quant au contenu et à la qualité du programme.
La mission de la nouvelle chaîne sera donc de produire  des programmes de qualité destinés essentiellement aux jeunes et aux femmes d'où sa devise : Jeunesse, Proximité, Dynamisme.